# Ilyonectria
Ilyonectria P. Chaverri & Salgado – rodzaj grzybów z klasy Sordariomycetes.

## Systematyka i nazewnictwo
Pozycja w klasyfikacji według Index Fungorum: 
Incertae sedis, Hypocreales, Hypocreomycetidae, Sordariomycetes, Pezizomycotina, Ascomycota, Fungi.
Gatunki występujące w Polsce
- Ilyonectria radicicola (Gerlach & L. Nilsson) P. Chaverri & Salgado 2011[2].

Nazwy naukowe na podstawie Index Fungorum